# کالین بوث
کالین بوث (انگلیسی: Colin Booth؛ زادهٔ ۳۰ دسامبر ۱۹۳۴) بازیکن فوتبال اهل بریتانیا است.
از باشگاه‌هایی که در آن بازی کرده‌است می‌توان به باشگاه فوتبال ناتینگهام فارست، باشگاه فوتبال کمبریج یونایتد، باشگاه فوتبال دونکستر راورز، باشگاه فوتبال چلتنهام تاون، باشگاه فوتبال ولورهمپتون واندررز و باشگاه فوتبال آکسفورد یونایتد اشاره کرد.
وی همچنین در تیم ملی فوتبال زیر ۲۳ سال انگلیس بازی کرده‌است.